# Bisbat de Cartagena
El Bisbat de Cartagena és una diòcesi dependent de l'arxidiòcesi de Granada, a Espanya. La seva seu episcopal és la Catedral de Santa Maria, a la ciutat de Múrcia. L'actual Bisbe és Monsenyor José Manuel Lorca Planes, primer bisbe murcià en la història de la diòcesi.

## Història

### Orígens

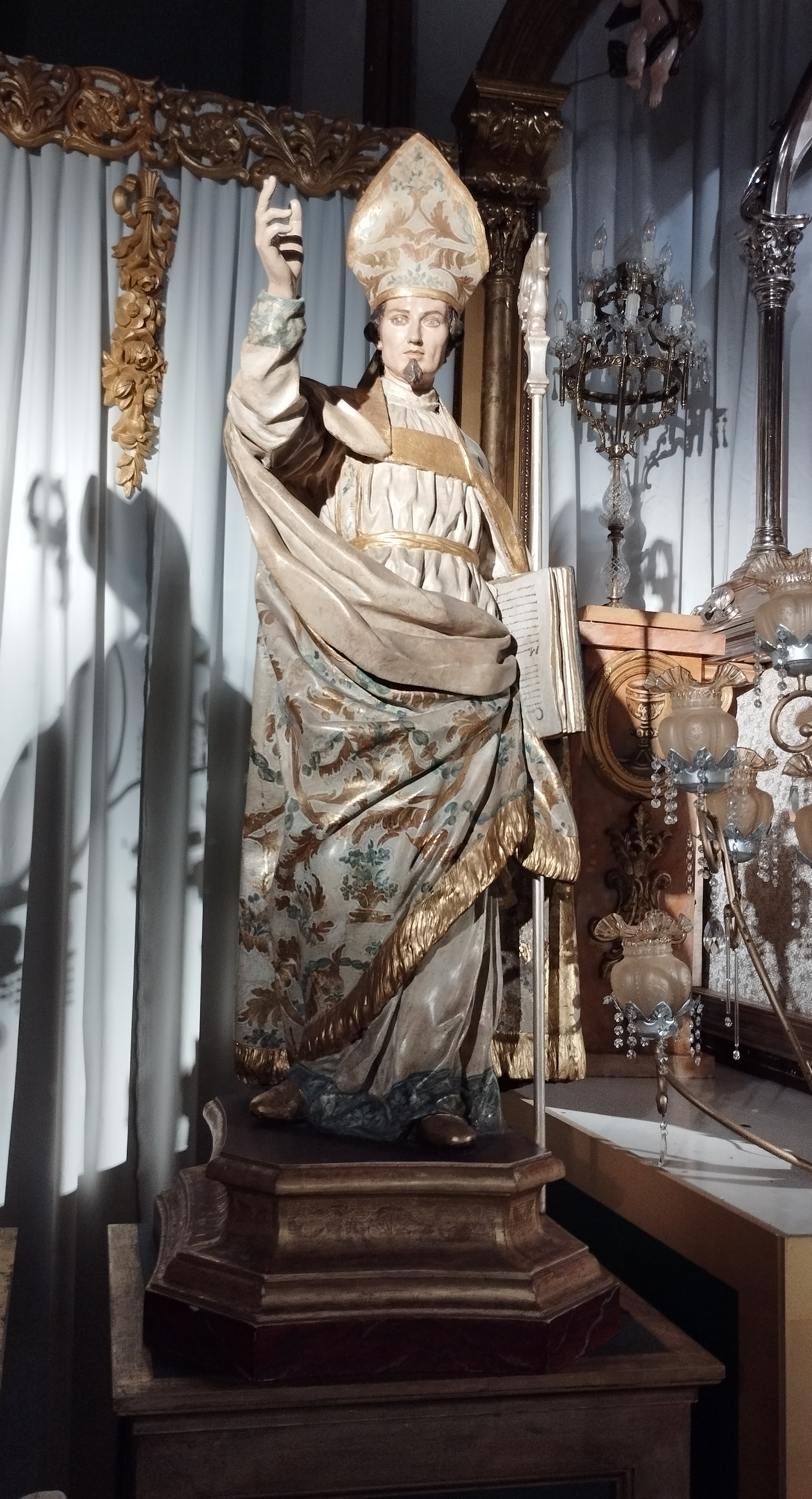
Talla barroca de Sant Fulgenci, bisbe i patró de la diòcesi, realitzada per Francisco Salzillo. Església de Sta. María de Gracia de Cartagena

La tradició remunta els orígens del culte cristià a Cartagena a la predicació a Espanya de l'Apòstol Santiago, de qui es diu va desembarcar a la ciutat per iniciar la seva missió en la Hispània romana.
La presència de comunitats cristianes a la província Cartaginense a Hispània es pot documentar des de principis del segle iv. Així consta en les actes del Concili d'Elvira, celebrat entre l'any 300 i el 313, en els temps de la persecució de Dioclecià, la presència d'un bisbe de Eliocroca (l'actual Llorca).
La primera presència documental d'un bisbe de Cartagena es refereix al bisbe Hèctor, que va assistir en 516 al Concili de Tarragona.
En 546, Celsino presideix com a metropolità el Concili de València.
Posteriorment, els successius Concilis de l'Església Hispana van tenir presència sempre dels bisbes de Cartagena.
La Diòcesi de Cartagena va tenir caràcter metropolità fins a l'època visigoda, quan al segle vii es va instaurar la Primacia de la Diòcesi de Toledo.
D'aquest període històric destaquen la figura de Licinià de Cartagena i Sant Fulgenci.
Fins i tot durant l'època musulmana hi ha constància de l'existència d'aquesta diòcesi, amb l'existència d'un bisbe de Cartagena anomenat Juan en 988.

### Restauració (1250)

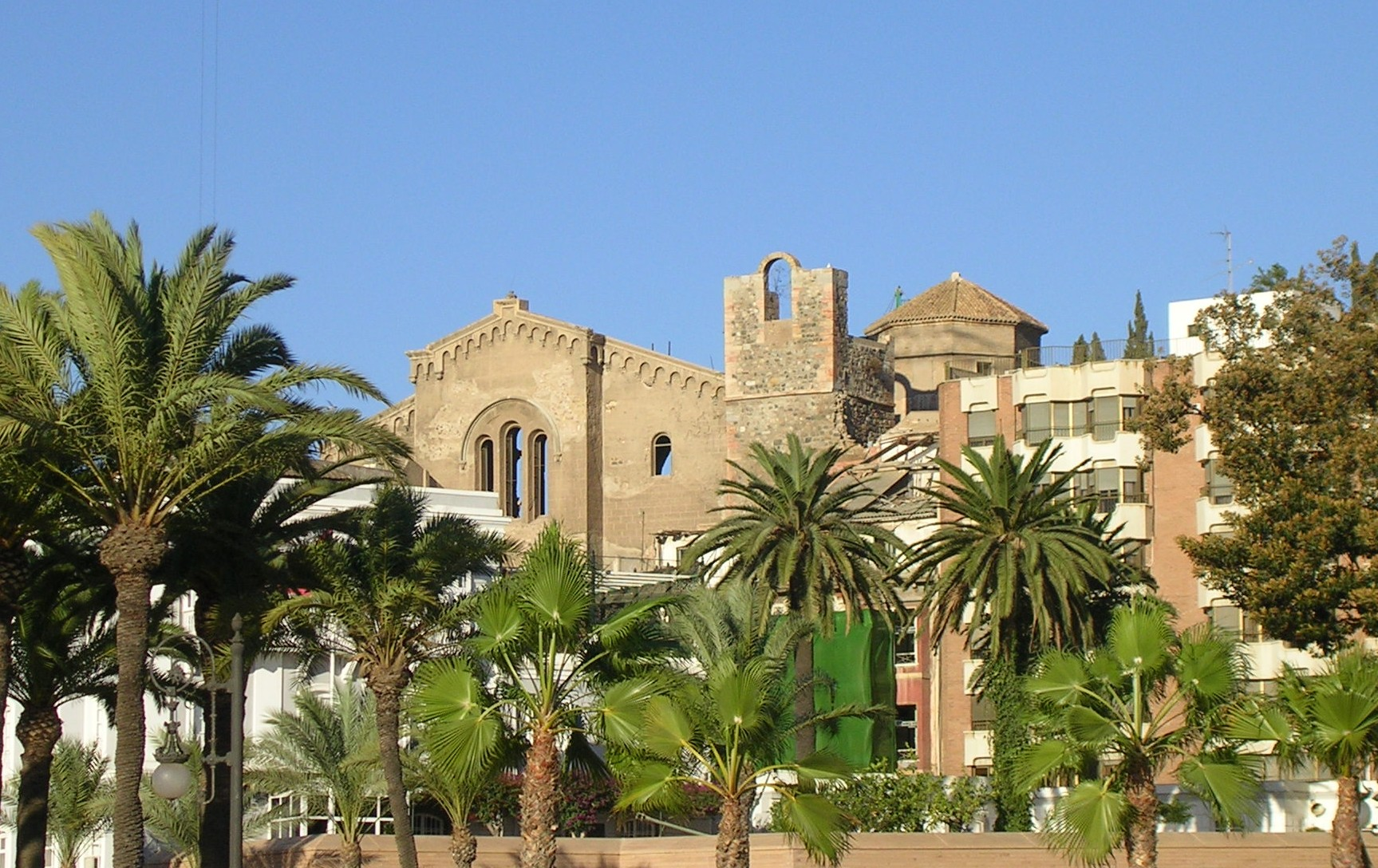
Ruïnes de la Catedral de Cartagena.

En emprendre la campanya militar per a la conquesta del regne musulmà de Múrcia en 1243, el príncep Alfons de Castella (posteriorment Alfons el Savi) sol·licita al papa Innocenci IV la restitució de la Diòcesi de Cartagena.
En 1248 el papa encarrega un estudi sobre els antecedents de la Diòcesi, que conclou amb la butlla "Spiritus exultante" dictada a Roma el 31 de juliol de 1250 i en la qual comunica al rei Ferran III de Castella la restauració de la Diòcesi de Cartagena. El papa va nomenar al franciscà Fra Pedro Gallego, confessor del príncep Alfons, com a primer bisbe de Cartagena.
La ciutat de Cartagena era en aquests moments una localitat disminuïda, freturosa en temps de la dominació musulmana de la importància que tingués sota Cartago o Roma. La restauració de la seu episcopal, segons Rubio Paredes i altres estudiosos, obeïa més a raons sentimentals i històriques que a la situació real. Així i tot, la seu es restaura, iniciant-se llavors la construcció de l'antiga Catedral de Cartagena.
El segon titular de la Diòcesi, el Bisbe Diego de Magaz, sense el consentiment reial d'Alfons X, decideix en 1278 demanar al papa traslladar la seu episcopal a Múrcia, un trasllat no autoritzat pel Papa Nicolau III. El prelat deixa llavors passar el temps, fins que torna a sol·licitar el trasllat al papa Nicolau IV. El Papa encarrega llavors a dos clergues dependents de la diòcesi de Tarragona (Abat de Benifassà, a Castelló, i al prior del convent de Porta Coeli a València) inquireixin sobre les raons que, per al trasllat, addueix el citat Bisbe de Cartagena. El pontífex es dirigeix als dos clergues en l'anomenada "Butlla de Rieti," de 1289, document que no és tal butlla en si (és a dir, no un solemne document papal sobre matèria política o religiosa), sinó més aviat una missiva confidencial inquirint sobre les intencions del bisbe cartegener.
Per part de la corona, en 1291 arriba el permís oficial per al trasllat de seu. Signava la carta Sanç el Brau, per més que el monarca no tingués competència per al trasllat d'una diòcesi "exempta", és a dir, que respon directament al Papa, a qui últimament competirien la creació o trasllat d'una diòcesi. Per tant, aquest rei estava en estat d'excomunió per haver-se enfrontat al seu pare Alfonso X i per haver-se casat en bigàmia amb Maria de Molina. Per tot això, la diòcesi va mantenir el nom de carthaginensis.
A conseqüència del trasllat, la mesquita aljama de la ciutat es va transformar en la Catedral de Múrcia, actual seu la de la diòcesi de Cartagena. En el 1394 van començar les obres del temple gòtic actual.

### Segles XV alxviii
Fins al 1492, la Diòcesi de Cartagena va mantenir una dependència directa de la Santa Seu, doncs la seva antiguitat i antic rang va provocar diferents disputes amb les Diòcesis de Toledo i Tarragona.
Amb la creació d el'Arquebisbat de València pel Papa valencià Alexandre VI, la diòcesi de Cartagena va passar a dependre d'aquesta.
Des de la seva restitució, els límits geogràfics diocesans havien correspost amb els de l'antic regne de Múrcia. No obstant això, a partir de la Sentència Arbitral de Torrellas (1304) la zona d'Oriola, Elx o la pròpia Alacant van passar a formar part del regne de València encara que van continuar pertanyent eclesiàsticament a la Diòcesi de Cartagena. El 1564 el papa Pius V va segregar tota aquella zona per la qual va crear la Diòcesi d'Oriola, suposant aquesta la primera de les modificacions substancials del seu espai geogràfic carthaginense. Aquesta escissió va tenir també com a conseqüència el canvi d'adscripció de la Diòcesi de Cartagena de l'Arxidiòcesi de València a la de Toledo.
El 1592 el bisbe Sancho Dávila funda el Seminari Diocesà, que rep el nom de San Fulgencio, un dels Quatre Sants de Cartagena, que havia estat a més bisbe de la diòcesi en època visigoda. La presència com a bisbe de Cartagena entre 1705 i 1724 del cardenal Luis Antonio de Belluga Moncada suposaria un avanç substancial en l'estructuració diocesana. Fundaria entre altres els Col·legis de San Leandro i San Isidoro.
També durant el segle xviii finalitzaria la construcció de la nova façana i de la torre de la Catedral, a la ciutat de Múrcia.

### Segle XX
Per butlla del papa Pius XII, el 1949 es van segregar de la diòcesi els arxiprestats d'Albacete, Almansa, Casas-Ibáñez, Chinchilla, Hellín, Jorquera i Yeste per constituir, juntament amb altres territoris de Conca, la nova Diòcesi d'Albacete. La seva configuració actual correspon per tant actualment amb el de la Comunitat Autònoma de la Regió de Múrcia. Després de la seva adscripció a València i Toledo, actualment la Diòcesi de Cartagena és sufragània de l'Arxidiòcesi de Granada. Entre les institucions religioses amb seu en aquesta, destaca la Universitat Catòlica San Antonio, (UCAM), fundada en 1995 i l'Institut Internacional de Caritat i Voluntariat Juan Pablo II (IICV), dependent d'aquesta última.
Segons afirma una llegenda convertida ja en tradició, l'apòstol Santiago, en la seva travessia pel Mediterrani per arribar a Hispània va desembarcar a Cartagena, concretament en la dàrsena de Santa Lucía. És considerat el fundador de la diòcesi. D'aquest punt parteix una de les rutes del Camí de Sant Jaume cap a Santiago de Compostel·la i, en 2010, de manera extraordinària, se li va concedir a la parròquia de Santiago de Cartagena l'any jubileu. La figura de Santiago Apòstol és, per això, una de les figures centrals del culte col·lectiu.
La diòcesi ha donat diversos sants a l'església catòlica. Entre els més coneguts destaquen, els Quatre Sants de Cartagena, quatre germans portats als altars i amb una destacable presència a l'església de l'època visigoda. Sant Isidor, Sant Fulgenci, Sant Leandre i Santa Florentina.
També en l'alta edat mitjana destaca la figura llegendària de Sant Ginés de la Jara.
En procés de canonització es troba la clarissa sor Úrsula Micaela Morata que va viure al segle xvii a Cartagena, Múrcia i Alacant.
A més dels sants, l'aparició miraculosa a Caravaca de la Cruz d'una relíquia de la Creu de Crist és un dels senyals espirituals de la Diòcesi. En l'actualitat, Caravaca és al costat de Jerusalem, Roma, Santiago de Compostel·la i Sant Toribi de Lièbana una de les cinc úniques ciutats del món que compten amb un any sant a perpetuïtat.

## Episcopologi
Entre els bisbes de Cartagena al llarg de la història hi ha hagut un papa, Roderic de Borja, bisbe entre 1482 i 1492 i papa amb el nom d'Alexandre VI. Així mateix, altres set bisbes van ser elevats al rang de cardenal.
A penes hi ha fonts documentals per conèixer als bisbes de la primera etapa diocesana. La tradició situa com a primer bisbe a Sant Basili, al segle i, si bé fins al segle VI no hi ha referències concretes i reals a bisbes de Cartagena, en concret en les actes dels concilis de l'església hispana. La convivència religiosa a Espanya va possibilitar, malgrat la seva clara debilitat l'existència de la diòcesi, a jutjar pels textos que esmenten l'existència d'un bisbe de Cartagena en 988. Des de la restitució de la diòcesi pel papa Innocenci IV la diòcesi va dependre directament de Roma. En aquest període hi va haver un total de disset bisbes, tres dels quals van ser cardenals i un d'ells va arribar a ser triat Papa. Precisament aquest, Alexandre VI, elevaria a Arquebisbat la de València, passant Cartagena a dependre d'aquesta. Durant gran part del segle xvi es succeeixen els intents d'Oriola de crear la seva pròpia diòcesi, segregant-se de la de Cartagena. Finalment ho aconsegueixen en 1564. Els bisbes que van regir la diòcesi en aquest període van ser vuit, dels quals tres van portar el capell cardenalici.
| Anys d'episcopat | Nom                                                | Observacions                                                                      |
| ---------------- | -------------------------------------------------- | --------------------------------------------------------------------------------- |
| 516              | Héctor                                             | Assistí en 516 al Concili IX de Tarragona                                         |
| 546              | Celsino                                            | Participà en 546 al Concili de València                                           |
| 582-595          | Licinià                                            | Mencionat en las Cartes de Sant Isidor                                            |
| 603-610          | Vincencio                                          |                                                                                   |
|                  | Sant Fulgenci                                      |                                                                                   |
| 633-646          | Vigitino                                           | Assistí a los Concilis IV, V i VI de Toledo.                                      |
| 654-664          | Giberio                                            | Assistí al VIII Concili de Toledo                                                 |
| 675              | Juan o Múnulo                                      | Assistí al XI Concili de Toledo                                                   |
| 677-688          | Próculo                                            | Assistí als Concilis XI, XIII i XIV de Toledo.                                    |
| 988              | Juan                                               |                                                                                   |
| 1250-1267        | Pedro Gallego (O.F.M.)                             | Confessor d'Alfons el Savi                                                        |
| 1270-1278        | García Martínez                                    | No arribà a ser consagrat                                                         |
| 1278-1300        | Diego Martínez Magaz                               | Traslladà la seu episcopal a Múrcia                                               |
| 1301-1311        | Martín Martínez Noloaquisino                       |                                                                                   |
| 1311-1326        | Juan Muñoz Gómez de Hinojosa                       |                                                                                   |
| 1326-1327        | Pedro Gómez Barroso                                | Nomenat posteriorment cardenal                                                    |
| 1327-1349        | Pedro Peñaranda                                    | Inicià la construcció de la nova Catedral a Múrcia                                |
| 1349-1362        | Alfonso de Vargas                                  |                                                                                   |
| 1361-1370        | Nicolás de Aguilar                                 |                                                                                   |
| 1372-1383        | Cardenal Guillén Gumiel                            |                                                                                   |
| 1383-1402        | Fernando de Pedrosa                                | Comencen les obres de la Catedral de Múrcia.                                      |
| 1403-1415        | Pablo de Santa María                               | Nomenat bisbe de Burgos                                                           |
| 1415-1442        | Fra Diego de Bedán (O.F.M.)                        | Nomenat bisbe de Plasència                                                        |
| 1422             | Guterio Gómez                                      | No consta en la relació de Díaz Cassou                                            |
| 1446-1458        | Diego de Comontes                                  |                                                                                   |
| 1463-1478        | Lope de Rivas                                      |                                                                                   |
| 1482-1492        | Roderic de Borja (administrador apostòlic)         | Papa amb el nom d'Alexandre VI                                                    |
| 1492-1493        | Giovanni Battista Orsini (administrador apostòlic) | cardenal                                                                          |
| 1493-1495        | Cardenal Bernardino de Carvajal                    | Nomenat bisbe de Sigüenza                                                         |
| 1495-1502        | Juan Ruiz de Medina                                | Nomenat bisbe de Segòvia                                                          |
| 1502-1505        | Juan Daza                                          | Nomenat bisbe de Còrdova                                                          |
| 1505             | Juan Fernández de Velasco                          | Nomenat bisbe de Calahorra                                                        |
| 1508-1510        | Martín Fernández de Angulo                         | Nomenat bisbe de Còrdova                                                          |
| 1513-1540        | Cardenal Matthäus Lang von Wellenburg              | Alemany. Mai viatjà a la seu                                                      |
| 1541-1546        | Cardenal Juan Martínez Silíceo                     | Nomenat Arquebisbe de Toledo                                                      |
| 1546-1563        | Esteban de Almeyda                                 | Portuguès. Assistí al Concili de Trento.                                          |
| 1565-1575        | Arias Gallego                                      | Assistí al Concili de Trento                                                      |
| 1576-1582        | Gómez Zapata                                       | Nomenat bisbe de Conca                                                            |
| 1583-1591        | Jerónimo Manrique de Lara                          | Nomenat bisbe d'Àvila                                                             |
| 1591-1600        | Sancho Dávila Toledo                               | Nomenat bisbe de Jaén. Fundà el Seminari de San Fulgencio.                        |
| 1600-1602        | Juan de Zúñiga                                     | També inquisidor general.                                                         |
| 1603-1606        | Alonso Coloma                                      |                                                                                   |
| 1607-1615        | Francisco Martínez Cisneros                        |                                                                                   |
| 1615-1616        | Francisco de Gamarra                               |                                                                                   |
| 1616-1618        | Alfonso Márquez de Prado                           | Nomenat bisbe de Segòvia                                                          |
| 1618-1635        | Antonio Trejo (O.F.M.)                             |                                                                                   |
| 1637 - 1640      | Francisco Manso de Zúñiga                          | Nomenat Arquebisbe de Burgos                                                      |
| 1640-1644        | Mendo de Benavides                                 |                                                                                   |
| 1645 - 1648      | Juan Vélez de Valdivieso                           |                                                                                   |
| 1649 - 1656      | Diego Martínez Zarzosa                             | Nomenat bisbe de Màlaga                                                           |
| 1656-1662        | Andrés Bravo de Salamanca                          | Nomenat bisbe de Sigüenza                                                         |
| 1662-1663        | Juan Bravo Lasprilla                               |                                                                                   |
| 1664 - 1672      | Mateo Segade Bugueiro                              |                                                                                   |
| 1673 - 1684      | Francisco de Rojas Borja                           |                                                                                   |
| 1685 - 1694      | Antonio Medina Chacón                              |                                                                                   |
| 1695             | Francisco Joaniz de Echalaz                        |                                                                                   |
| 1696 - 1704      | Francisco Fernández Angulo                         |                                                                                   |
| 1705 - 1724      | Cardenal Luis Antonio de Belluga Moncada           |                                                                                   |
| 1724-1741        | Tomás José Ruiz de Montes                          |                                                                                   |
| 1742 - 1752      | Juan Mateo López                                   |                                                                                   |
| 1753 - 1772      | Diego de Rojas y Contreras                         | Construeix el Palau Episcopal de Cartagena                                        |
| 1773 - 1784      | Manuel Rubín de Celis                              |                                                                                   |
| 1785 - 1788      | Manuel Felipe Miralles                             |                                                                                   |
| 1789 - 1805      | Victoriano López Gonzalo                           |                                                                                   |
| 1806 - 1820      | José Ximénez Sánchez                               |                                                                                   |
| 1821 - 1825      | Antonio de Posada Rubín de Celis                   | Desposseït                                                                        |
| 1825-1840        | José Antonio de Azpeytia                           |                                                                                   |
| 1847 - 1860      | Mariano Barrio Fernández                           | Nomenat Arquebisbe de València                                                    |
| 1861 - 1875      | Francisco Landeira Sevilla                         | Participà al Concili Vaticà I                                                     |
| 1876 - 1884      | Diego Mariano Alguacil Rodríguez                   |                                                                                   |
| 1885 - 1902      | Tomás Bryan Livermore                              |                                                                                   |
| 1903 - 1931      | Vicente Alonso Salgado                             |                                                                                   |
| 1935 - 1949      | Miguel de los Santos Díaz Gómara                   |                                                                                   |
| 1950 - 1969      | Ramon Sanahuja i Marcé                             | Assistí al Concili Vaticà II                                                      |
| 1969-1978        | Miguel Roca Cabanellas                             |                                                                                   |
| 1978-1998        | Javier Azagra Labiano                              | bisbe emèrit des de 1998. Murió en Múrcia el 16 de novembre de 2014, als 91 anys. |
| 1998-2005        | Manuel Ureña Pastor                                | traslladat com a Arquebisbe de Saragossa                                          |
| 2005-2009        | Juan Antonio Reig Plà                              | Nomenat bisbe d'Alcalá de Henares                                                 |
| Des del 2009     | José Manuel Lorca Planes                           | Primer bisbe murcià de la diòcesi                                                 |

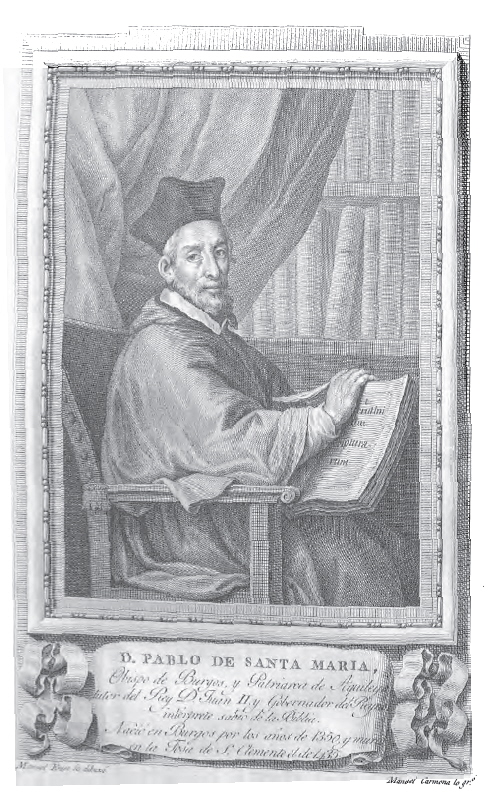
Pablo de Santa María. bisbe de Cartagena entre 1403 i 1415
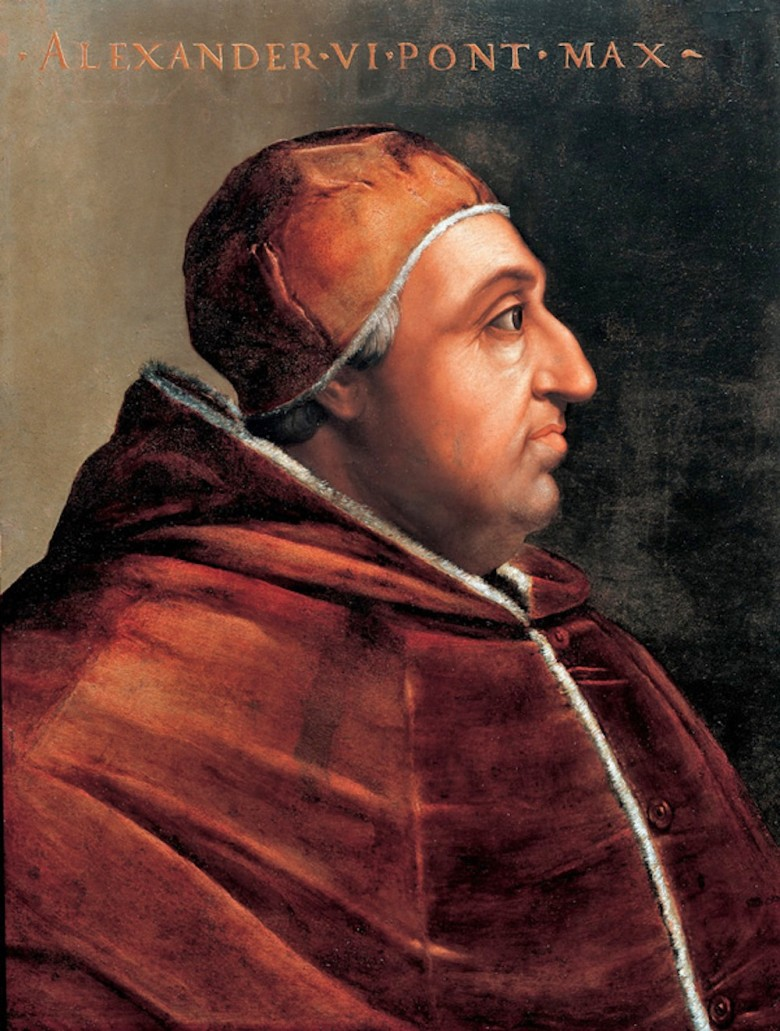
Alexandre VI, papa (1492-1503). bisbe de Cartagena entre 1482 i 1492
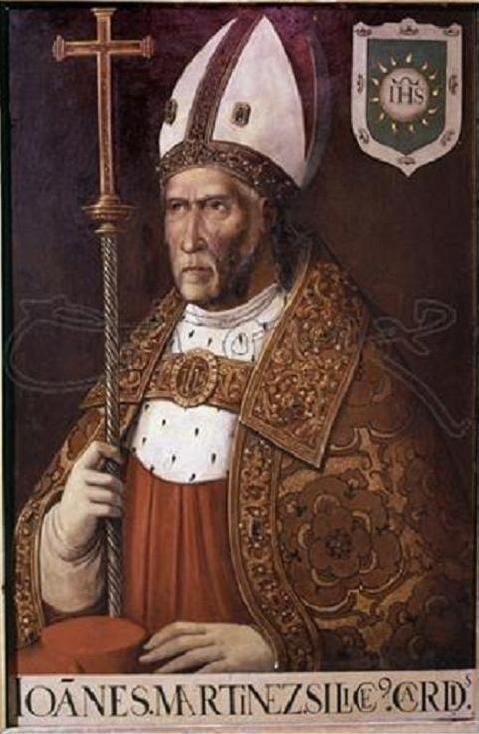
El Cardenal Silíceo (Francisco de Comontes, 1547). Catedral de Toledo. bisbe entre 1541 i 1546
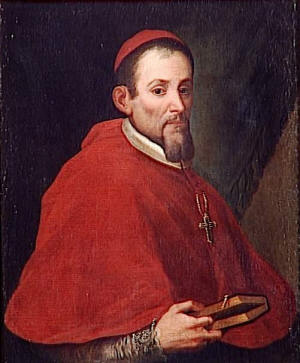
El Cardenal Luis Belluga. bisbe entre 1705 i 1724

## Demografia
| any                                        | població  | població  | població | sacerdots | sacerdots     | sacerdots     | sacerdots             | diaques | religiosos | religiosos | parròquies |
| any                                        | batejats  | total     | %        | total     | clero secular | clero regular | batejats per sacerdot | diaques | homes      | dones      |            |
| ------------------------------------------ | --------- | --------- | -------- | --------- | ------------- | ------------- | --------------------- | ------- | ---------- | ---------- | ---------- |
| 1950                                       | 843.350   | 843.350   | 100      | 228       | 75            | 303           | 2.783                 | 0       | 101        | 860        | 214        |
| 1969                                       | 854.866   | 856.866   | 99,8     | 417       | 104           | 521           | 1.978                 | 0       | 172        | 1.190      | 210        |
| 1980                                       | 949.467   | 957.010   | 99,2     | 364       | 104           | 468           | 2,028                 | 0       | 184        | 1.279      | 293        |
| 1990                                       | 983.949   | 1.058.000 | 93,0     | 355       | 97            | 452           | 2.176                 | 0       | 199        | 1.171      | 283        |
| 2000                                       | 1,040.000 | 1.115.068 | 93,3     | 413       | 96            | 509           | 2.043                 | 0       | 154        | 934        | 290        |
| 2006                                       | 1,195.792 | 1.335.792 | 89,5     | 395       | 91            | 486           | 2.460                 | 0       | 143        | 894        | 291        |
| 2013                                       | 1.253.282 | 1.474.449 | 85,0     | 403       | 77            | 480           | 2.611                 | 0       | 145        | 744        | 291        |
| Font:The Hierarchy of the Catholic Church. |           |           |          |           |               |               |                       |         |            |            |            |